# الأول من اسمه
الأول من اسمه (بالإنجليزية: First of His Name)‏ هي الحلقة الخامسة من الموسم الرابع من مسلسل الفانتازيا صراع العروش، والمُقتبس من سلسلة روايات أغنية الجليد والنار للمؤلف جورج ر. ر. مارتن، وهي الحلقة رقم 35 من المسلسل ككل. عُرضت الحلقة لأول مرة في 4 مايو 2014، على شبكة إتش بي أو المُنتجة للمسلسل، وكانت من كتابة ديفيد بينيوف، ودي. بي. وايس، ومن إخراج ميشيل ماكلارين.

## ملخص الحلقة
الملك الصغير (تومين براثيون) الأول يُتوّج ملكاً ويجلس لأول مرة على العرش نرى بعد ذلك (سيرسي) في غرفة ساعد الملك (تايوين) وهما يناقشان توقيت زواج (تومين) بـ (مارجري)، وزواج (سيرسي) بأخ (مارجري) الشاذ (لوراس). توافق (سيرسي) على الزواج بـ (لوراس) بعد يوم واحد من زواج (تومين) و (مارجري). يَصِل (بيتر باليش) و (سانسا) إلى وادي (آرين) وسط ترحيب من العمة (ليسا) التي تتحرق (ليسا) شوقاً للزواج من (بايليش) مباشرة بعد وصوله بلحظات وما بين القبلة والأخرى تذكر (ليسا) أنها قامت بتسميم (جون أرين) زوجها وساعد الملك السابق! كما تزداد شكوك (ليسا) حول أسباب (بايليش) لمعاملة (سانسا) بهذه الطيبة وتتهمها بالنوم مع (بايليش)، الإتهام الذي تجيب عليه (سانسا) بالنكر والبكاء. وفي «ميرين» يُخبِر (جوراه) (أم التنانين) أنّ «أسطابور» و«يونكاي» عادت إلى ما كانتا عليه من عبودية فتؤجّل غَزوها لـ«ويستروس». (آريا) و (الكلب) مُستمرّان بسيرهما نحوَ وادي (آرين)، (برين) و (بودريك) مُستمرّان في البحثِ عن (سانسا). وراء الجدار الشمالي، يصل الحُرّاس لحصن (كراستر) ويقتلون الهَمج ولكن لا يلتقي (جون) مع أخيه (بران).

## الإنتاج
سيناريو الحلقة كان من كتابة ديفيد بينيوف، ودي. بي. وايس، وأُختير ميشيل ماكلارين لإخراجها. كان روبرت ماكلاكلن مديرًا لتصوير الحلقة، وكريسبين غرين محررًا لها، أما موسيقى الحلقة التصويرية فكانت من تلحين رامين جوادي.

## نسب المشاهدة
| الموسم | الموسم | رقم الحلقة | رقم الحلقة | رقم الحلقة | رقم الحلقة | رقم الحلقة | رقم الحلقة | رقم الحلقة | رقم الحلقة | رقم الحلقة | رقم الحلقة | المتوسط |
| الموسم | الموسم | 1          | 2          | 3          | 4          | 5          | 6          | 7          | 8          | 9          | 10         | المتوسط |
| ------ | ------ | ---------- | ---------- | ---------- | ---------- | ---------- | ---------- | ---------- | ---------- | ---------- | ---------- | ------- |
|        | 1      | 2.22       | 2.20       | 2.44       | 2.45       | 2.58       | 2.44       | 2.40       | 2.72       | 2.66       | 3.04       | 2.52    |
|        | 2      | 3.86       | 3.76       | 3.77       | 3.65       | 3.90       | 3.88       | 3.69       | 3.86       | 3.38       | 4.20       | 3.80    |
|        | 3      | 4.37       | 4.27       | 4.72       | 4.87       | 5.35       | 5.50       | 4.84       | 5.13       | 5.22       | 5.39       | 4.97    |
|        | 4      | 6.64       | 6.31       | 6.59       | 6.95       | 7.16       | 6.40       | 7.20       | 7.17       | 6.95       | 7.09       | 6.84    |
|        | 5      | 8.00       | 6.81       | 6.71       | 6.82       | 6.56       | 6.24       | 5.40       | 7.01       | 7.14       | 8.11       | 6.88    |
|        | 6      | 7.94       | 7.29       | 7.28       | 7.82       | 7.89       | 6.71       | 7.80       | 7.60       | 7.66       | 8.89       | 7.69    |
|        | 7      | 10.11      | 9.27       | 9.25       | 10.17      | 10.72      | 10.24      | 12.07      | غ/م        | غ/م        | غ/م        | 10.26   |
|        | 8      | 11.76      | 10.29      | 12.02      | 11.80      | 12.48      | 13.61      | غ/م        | غ/م        | غ/م        | غ/م        | 11.99   |

## وصلات خارجية
- الأول من اسمه على موقع IMDb (الإنجليزية)
- الأول من اسمه على موقع ميتاكريتيك (الإنجليزية)
- الأول من اسمه على موقع روتن توميتوز (الإنجليزية)
- الأول من اسمه على موقع أول موفي (الإنجليزية)